# Pasterek wystrojony
Pasterek wystrojony (Opilo taeniatus) – gatunek chrząszcza z rodziny przekraskowatych.
Gatunek ten opisany został po raz pierwszy w 1842 roku przez Johanna Christopha Friedricha Kluga pod nazwą Opilus taeniatus.
Chrząszcz o wąskim, wydłużonym ciele długości od 6 do 11 mm. Jego wierzch porastają sterczące, jasne włoski. Głowa miewa ubarwienie czerwone, brązowe lub czarne, przy czym czułki są żółtobrązowe. Głaszczki obu par mają toporowato poszerzone człony końcowe. Czułki są smukłe, o nieco grubszych lecz nieformujących buławki trzech ostatnich członach. Nie występuje na nich piłkowanie. Barwa przedplecza również bywa czerwona, brązowa lub czarna. Jego kształt jest dłuższy niż szeroki z przewężeniem przed nasadą. Pokrywy są w przedniej części czerwone, a w tylnej czarne z rozerwaną na dwie wąskie, poprzeczne plamy białą do bladożółtej przepaską. Granica pomiędzy kolorem czerwonym i czarnym jest niemal prosta, co odróżnia ten gatunek od podobnego Tilloidea unifasciata. Silne punktowanie na pokrywach dochodzi tylko do wspomnianej poprzecznej przepaski. Kolor odnóży jest czarny lub brązowy.
Owad ten zasiedla lasy i polany. Należy do gatunków saproksylicznych. Zarówno larwy jak i owady dorosłe są drapieżnikami owadów ksylofagicznych i kambiofagicznych. Larwy przechodzą rozwój w żerowiskach. Znajdowane są w świerkach, dębach, wilczomleczach i drzewach owocowych.
Owad palearktyczny, podawany z Austrii, Czech, kontynentalnej Grecji, Dodekanezu, Rodos, Krety, Cypru, Azji Zachodniej i Zakaukazia. 